# Оне и лова
Оне и лова представља други албум српског хип хоп музичара Расте који је, заједно са Цвијом, године 2010. издала кућа Hit Music Production. Као гости, на албуму се појављују Струка, Ана Машуловић и Елитни одреди. Најпознатије песме са овог албума јесу песме Баци паре и Упознај мој свет, за које је снимљен и видео-спот. На албуму се јасно могу видети утицаји ар-ен-бија и репа америчког југа, што потврђују у сама помињања имена попут Џастина Тимберлејка, Лила Вејна и Ријане у свим песмама овог албума. Једини изузетак представља песма Како си могла, која је својеврсни повратак у музику деведесетих. Оне и лова је дотад најзрелије Растино дело, како музички, тако и продукцијски, а објавила га је кућа Hit Music Production уз спонзорство Russell Athletic-а.

## Песме
| Бр. | Назив песме                          | Трајање |
| --- | ------------------------------------ | ------- |
| 1.  | Упознај мој свет                     | 03:36   |
| 2.  | Како си могла? (ft. Ана Машуловић)   | 03:10   |
| 3.  | Џек пот                              | 02:49   |
| 4.  | Шушка (ft. Сава Радовић)             | 01:29   |
| 5.  | Волим вас                            | 03:16   |
| 6.  | Врела је (ft. Ана Машуловић, Струка) | 03:33   |
| 7.  | Баци паре                            | 03:53   |